# Верхнечусовские Городки
Верхнечусовски́е Городки́ — посёлок (в 1931—2008 годах — посёлок городского типа) в Пермском крае России. Входит в Чусовской городской округ. Железнодорожная станция Уралнефть.

## География
Расположен на левом берегу реки Чусовой, в 52 километрах к западу от города Чусового. До 1953 года посёлок находился на правом берегу Чусовой.

## Население
| 1939  | 1959  | 1970  | 1979  | 1989  | 2002  | 2006  | 2007  | 2010  |
| ----- | ----- | ----- | ----- | ----- | ----- | ----- | ----- | ----- |
| 3273  | ↗5808 | ↘4984 | ↘4338 | ↘3535 | ↘2489 | ↘2300 | →2300 | ↘2088 |
| 2021  |       |       |       |       |       |       |       |       |
| ↘1841 |       |       |       |       |       |       |       |       |

## История

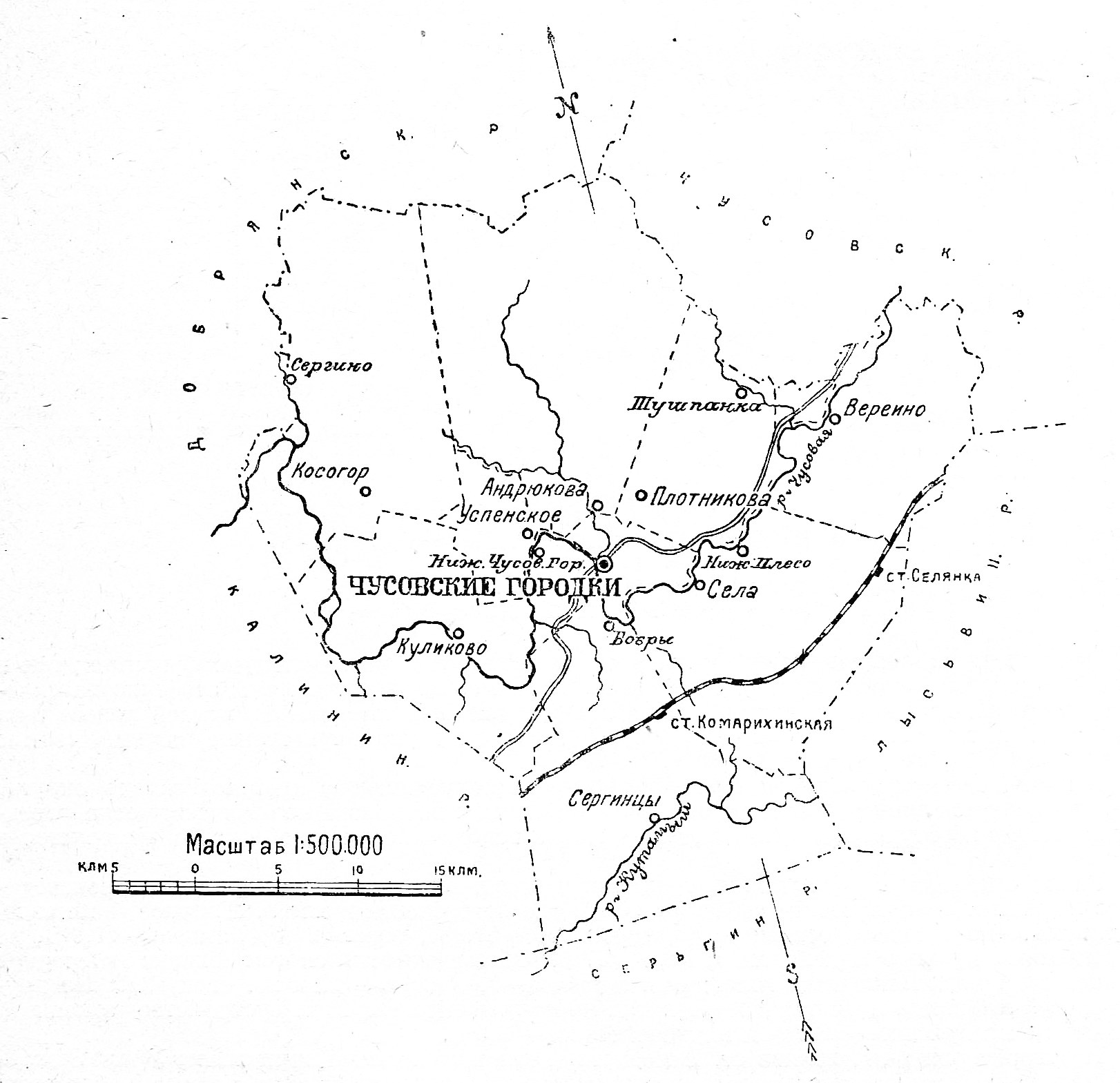
Верхнегородковский район Пермского округа, 1928 год

До 1953 года в этих прибрежных местах реки Чусовой располагались два поселения, в названии которых было слово городок. Нижний Чусовской городок был основан на левом берегу в 1568 году, Верхний Чусовской городок был основан на правом берегу выше по течению, у впадения в Чусовую реки Усолки, в 1616 году (по некоторым данным — в 1568 году). Городки были основаны промышленниками Строгановыми для защиты своих владений (в то время слово городок означало укреплённое поселение, наделённое административными функциями).
В 1581 году из Нижнего Чусовского городка (по одной из версий, ставшей официальной в современной историографии) начала свой поход дружина Ермака. Сейчас на островке, оставшемся после затопления посёлка в 1950-х годах, есть указатель на месте часовни, где Ермак получил благословение перед походом. Упоминание о городках есть в описи владений Строгановых на Урале, составленной Михаилом Кайсаровым в 1623—1624 годах.
Верхний Чусовской городок был защищён крепким острожком с четырьмя башнями и двумя воротами и считался слободой. В крепости стояли три храма и колокольня, а на посаде располагались торговые лавки, соляные варницы и две водяные мельницы. Городок являлся центром строгановского Верхнегородковского (Усолошного) округа имений, который в 1623 году насчитывал 31 деревню. Население городка занималось солеварением и солеторговлей (до 1783 года), а также крестьянскими промыслами. В городке стоял построенный в 1678 году большой каменный дом Строгановых. В 1773 году была возведена каменная пятиглавая Рождественская церковь с колокольней (по некоторым сведениям, колокольня появилась позднее). В 1849 году появилось мужское духовно-приходское училище, а в 1871 — женское. В 1881 году открылась больница. В негласном соперничестве с Нижним Чусовским городком Верхний одержал победу и в 1875 году стал волостным центром. В начале XX века в Верхнечусовских Городках проживало около двух тысяч человек.
Названия поселений со временем изменялись. На карте 1928 года изображены село Нижний Чусовской Городок и посёлок Чусовские Городки — административный центр Верхнегородковского района Пермского округа. По другим сведениям из текстовых источников к этому времени посёлок назывался Верхнечусовские Городки (на картах 1939 и 1954 годов — Верхне-Чусовские Городки).
В 1929 году в окрестностях Верхнечусовских Городков группой геологов под руководством профессора П. И. Преображенского при бурении разведочной скважины для определения простирания пластов калийной соли было открыто месторождение нефти. Летом 1929 года здесь на окраине посёлка, в долине речки Рассошки, была введена в эксплуатацию первая промышленная скважина, которая положила начало развитию Уральско-Волжской нефтяной области. Последующее бурение скважин производилось по обоим берегам Чусовой. За короткий срок была проложена железнодорожная ветка (на левом берегу реки) от станции Комарихинская до нефтяного месторождения. Сначала станция называлась просто Нефть, затем — Уралнефть.
В 1953 году, во время строительства Камской ГЭС и в связи с ожидаемым повышением уровня воды в реке Чусовой, село Нижний Чусовской Городок (левый берег) и посёлок Верхне-Чусовские Городки (правый берег) были перенесены в район станции Уралнефть на левом берегу реки. Недалеко от бывших Верхне-Чусовских Городков, на правом берегу Чусовой, находится деревня Красная Горка и возвышается Митейная гора с Всехсвятской церковью, построенной в 1862 году. При церкви в 1996 году основана Казанская Трифонова женская пустынь. Из Верхнечусовских Городков в Красную Горку ходит паром.
До 1 января 2009 года посёлок Верхнечусовские Городки имел статус посёлка городского типа.
С 2004 до 2019 года посёлок был центром Верхнечусовского Городковского сельского поселения Чусовского муниципального района.

## История Нижнего Чусовского городка
Нижний Чусовской городок из-за постоянно существовавшей угрозы вооружённых нападений со стороны сибирских татар и воинственных туземных племён имел вид деревянной крепости, обнесённой высокими стенами. Он был расположен на «высокой пойменной гравийной косе», с трех сторон окружённой водами реки Чусовой. «Подход по суше перекрывал ров, наполненный водой, через который был переброшен деревянный мост». По другим описаниям: «городок занимал невысокий мыс треугольной формы, широкое основание которого выходило к берегу Чусовой. С севера и востока мыс ограничен непересыхающей старицей реки Чусовой, которую местные жители называли речкой Сылвенкой».
В 1624 году (по описи Михаила Кайсарова) в Нижнем Чусовском городке существовало уже два деревянных храма: во имя Богоявления Господня и во имя святителей Петра, Алексия и Ионы, Московских чудотворцев «под колокольней». «Все названные церкви имели землю под пашни, сенокосы и скотные дворы».
В 1742 году в Нижнем Чусовском городке вместо двух деревянных храмов строится каменная церковь во имя Богоявления Господня с приделом св. апостолов Петра и Павла. Храм строился несколько лет. В 1760 году был освящён теплый придел. В 1765 году в церкви был установлен вновь писанный иконостас. На иконе Богоявления Господня была надпись: «1765 года писал Иван Казаринов во весь иконостас». (Две иконы этого мастера-иконописца хранятся в Пермской художественной галерее). Из других памятников церковной старины в храме были замечательный крест и Евангелие, напечатанное при императоре Петре I.
Бурные революционные события начала XX века крайне неблагоприятно отразились на судьбах Русской Православной Церкви. В 1936 году указом советской власти в селе был закрыт храм во имя Богоявления Господня. Решение это оставалось в силе, несмотря на протесты и письма верующих вплоть до высшего руководства страны.

## Последствия затопления
В связи с затоплением прибрежных поселений были утеряны приходские храмы Рождества Христова (в Верхнечусовских Городках) и Богоявления Господня (в Нижнем Чусовском Городке).
В 2008 году жители Вернечусовских Городков выразили желание воссоздать храм Богоявления Господня. Объяснялось это тем, что церковь Всех Святых на Митейной горе, а также храм в селе Успенка находились на противоположном берегу реки Чусовой на расстоянии нескольких километров и были труднодоступны для жителей посёлка. На строительство храма было получено благословение правящего архиерея Пермской епархии. В июне 2009 года было освящено место под строительство и установлен Поклонный крест. На средства благотворителей, при помощи и участии местных жителей 3 июня 2010 года началось строительство. В ноябре 2015 года на храм установлены купол и кресты.

## Известные уроженцы
- Гашева, Руфина Сергеевна — штурман эскадрильи 46-го гвардейского ночного бомбардировочного авиационного полка, майор запаса, Герой Советского Союза. Родилась в 1921 году.
- Кирилл (Наконечный) — митрополит Екатеринбургский и Верхотурский. Родился в 1961 году.